# The Beatles Beat
The Beatles Beat è la prima raccolta tedesca dei Beatles; è stata pubblicata nel 1964 dalla Odeon, solamente in formato monofonico, con il numero di serie O 83692.

## Tracce
Lato A
1. She Loves You
2. Thank You Girl
3. From Me to You
4. I'll Get You
5. I Want to Hold Your Hand
6. Hold Me Tight

Lato B
1. Can't Buy Me Love
2. You Can't Do That
3. Roll Over Beethoven
4. Till There Was You
5. Money (That's What I Want)
6. Please Mister Postman[1]

## Formazione
- John Lennon: voce nelle tracce 1, 2, 3, 4, 5, 8, 11, 12, seconda voce nella traccia 6, armonica a bocca nelle tracce 2 e 3, battimani nelle tracce 5, 6 e 9, chitarra solista nella traccia 8, chitarra acustica ritmica nella traccia 10, chitarra ritmica
- Paul McCartney: voce nelle tracce 1, 3, 5, 6, 7 e 10, seconda voce nella traccia 2, battimani nelle tracce 5, 6 e 9, basso elettrico
- George Harrison: voce nella traccia 9, battimani nelle tracce 5, 6 e 9, chitarra ritmica nella traccia 8, chitarra acustica solista nella traccia 10, chitarra solista
- Ringo Starr: battimani nelle tracce 5, 6, 9, bongo nella traccia 10, batteria
- George Martin: pianoforte nella traccia 11[2]